# شیرکو معارفی
شیرکو معارفی (زاده ۱۳۵۹ در بانه - ۱۳۹۲) زندانی سیاسی کرد محکوم به اعدام بود که صبح دوشنبه ۱۳ آبان ۱۳۹۲ در زندان مرکزی سقز اعدام شد.

## زندان و حکم اعدام
شیرکوه معارفی در تاریخ ۹ آبانماه سال ۱۳۸۷ به دست نیروهای سپاه پاسداران دستگیر شد. گفته شده که او در حال ورود به خاک ایران از کردستان عراق (به صورت غیرقانونی) دستگیر شده است. وکیل او نیز در مصاحبه‌ای مدعی می‌شود که او در هنگام دستگیری مسلح بوده ولی اقدامی مسلحانه انجام نداده است.
او توسط حکمی در دادگاه انقلاب اسلامی سقز به عنوان محارب شناخته و به اعدام محکوم شد. از دیگر اتهامات او «عضویت در کومله، اقدام علیه امنیت کشور و خروج غیرقانونی و اقدام مسلحانه علیه نظام جمهوری اسلامی» عنوان شده است. وکیل او سعی نمود تا تنها هواداری موکلش از کومله را در دادگاه به اثبات برساند و عضویت در این حزب را تکذیب نماید. اما پدر شیرکو در مصاحبه‌ای مدعی شد که پسرش به خاطر فقر و بی‌کاری به کومله پیوسته است و بعداً از ان جدا شده بود.
حکم اعدام معارفی بعداً در دادگاه تجدید نظر و دیوان عالی کشور نیز تأیید شد. او در فروردین ماه ۱۳۹۱ در اعتراض به حکم اعدام و زندانی شدنش دست به اعتصاب غذا زد.

## اعدام
معارفی در ۱۳ آبان ۱۳۹۲ در زندان سقز به چوبه دار سپرده شد.

## واکنش‌ها به بازداشت و اعدام
- خانواده شیرکوه معارفی با ارسال نامه‌ای سرگشاده به مجامع بین‌المللی و سازمان‌های حقوق بشری، از آنها برای لغو حکم اعدام فرزندشان کمک طلبیده‌اند.
- سازمان عفو بین‌الملل نیز در بیانیه‌ای از مقام‌های ایرانی خواسته است جلوی حکم اعدام شیرکو معارفی و حبیب‌الله لطیفی، زندانی کرد دیگر را بگیرند.[۱۱][۱۲][۱۳][۱۴][۱۵][۱۶]
- [۱۷]جلال طالبانی، رئیس‌جمهور عراق در سال ۲۰۰۹ در دیدار با صادق لاریجانی رئیس قوه قضائیه ایران برای شیرکو معارفی تقاضای عفو کرد
- خانواده معارفی مدعی شدند که جسد فرزندشان به آنها تحویل داده نشده[۱۸] و اجازه برگزاری مراسم ختم به آنها داده نمی‌شود.[۹][۱۸]